# Bolephthyphantes
Bolephthyphantes là một chi nhện trong họ Linyphiidae.